# 한국민족문화대백과사전
『한국민족문화대백과사전』(韓國民族文化大百科事典, Encyclopedia of Korean Culture, 약칭: 민백)은 한민족의 문화유산과 업적을 체계적으로 정리, 집대성하여 편찬한 백과사전이다.
1979년 한국정신문화연구원(현 한국학중앙연구원)에서 당시까지의 한국학 연구를 집대성한 편찬 작업을 시작하여 1991년 총 27권으로 완간하였다. 사전 1권의 분량은 950쪽 안팎이며, 부록 1권은 편람이고, 나머지 1권은 총색인이다. 수록된 도판은 4만여 장이다.
1995년 보유편 1권을 출간하여 모두 28권으로 되었다. 2001년에는 제1차 개정증보판 편찬을 완료하고 총 70,000여 항목과 4만여 점의 사진, 동영상 500종, 음향 250종, 지도 및 도면 3,500종 등 멀티미디어 자료를 포함하여, CD-ROM 6장 DVD 1장으로 구성된 디지털 한국민족문화대백과사전(EncyKorea)을 출간하였다.
2007년 11월, 교육과학기술부의 지원에 의해 전면적인 개정증보 사업에 착수하였으며, 이를 통해 편찬된 제2차 개정증보판은 2010년 11월부터 온라인으로 서비스하고 있다. 정사나 주류적인 사료만이 아닌 비정사나 비주류적인 내용들도 포함하고 있으며 고대는 물론 근현대의 주장들도 있어서 다양성 면에서 가치가 높다.
이외에도 2007년 초부터 포털사이트 엠파스(현재 네이트)를 통해 서비스되었으나, 2014년 네이트 사전 서비스가 종료됨으로써 네이트에서는 더 이상 열람이 불가능하며, 현재 네이버와 다음에서 열람 서비스가 되고 있는 상태다.
2017년 5월 기준으로, 총 76,238여 백과사전 항목, 114,565건의 멀티미디어(도판) 자료를 온라인으로 서비스하고 있다.

## 편찬
1979년 9월 25일 대통령령 제9268호로 〈한국민족문화대백과사전 편찬사업추진위원회 규정〉이 공포되었다. 추진위원회는 한국정신문화연구원에 업무를 위탁하여, 1980년 4월 15일 민족문화대백과사전 편찬부가 발족하였다. 연인원 3,200여 명이 집필에 참여했으며, 민족문화의 의미를 찾을 수 있는 것으로 약 6만 5,000개의 항목을 선정하였다. 1980년에서 1987년을 편찬 준비기간으로 정하여 원고를 집필하고 자료를 수집했으며, 1988부터 1991년까지 순서대로 27권을 발간하였다. 1995년 보유편 1권을 출간하여 전28권으로 되었다. 이 기간에 175억 원의 국가예산이 투입되었고, 200자 원고지 42만 장이 원고 작성에 쓰였다.
내용 분류는 민족, 강역, 역사, 자연, 생활 등 3분야 9개 영역으로 나뉘고 이에 따른 54개의 하위 범위를 설정 및 수록했다.

## 내용 분류
- 민족 : 민족의 형성, 민족 구성원, 민족문화 특성, 민족문화 보존
- 강역 : 자연환경, 인문환경, 지방, 교통, 지명 및 지도
- 역사 : 선사시대, 초기국가시대, 삼국시대, 남북국시대, 고려시대, 조선시대, 근대, 현대
- 자연 : 자연물과의 관계, 자연, 과학, 기술, 보건, 체육
- 생활 : 산업, 의생활, 식생활, 주거생활
- 사회 : 정치, 대외관계, 법제, 경제, 사회관계, 민속, 교육
- 사고 : 학술, 사상, 민간신앙, 불교, 유교, 도교, 고유종교, 외래종교
- 언어 : 언어, 문자, 기록 및 표지, 홍보, 통신, 언론 및 출판살인사건 홍하랑
- 쇄, 서적
- 예술 : 문학, 미술, 음악, 춤, 연극, 영화

## 같이 보기
- 한국학중앙연구원
- 한국향토문화전자대전
- 세계한민족문화대전
- 한국민속대백과사전